# Muhammad Shah de Brunéi
Muhammad Shah fue el primer sultán de Brunéi. Gobernó el sultanato desde 1363 hasta 1402. Fue el primer gobernante musulmán de Brunéi, como resultado de su conversión al islam en 1363 por su matrimonio con una princesa de Johor-Temasek, Dayang Sri Alam. Antes de la conversión al islam, era conocido como Awang Alak Betatar. 
| Predecesor: – | Sultán de Brunéi 1363–1402 | Sucesor: Abdul Majid Hassan |